# Ernst Blochmann (General)

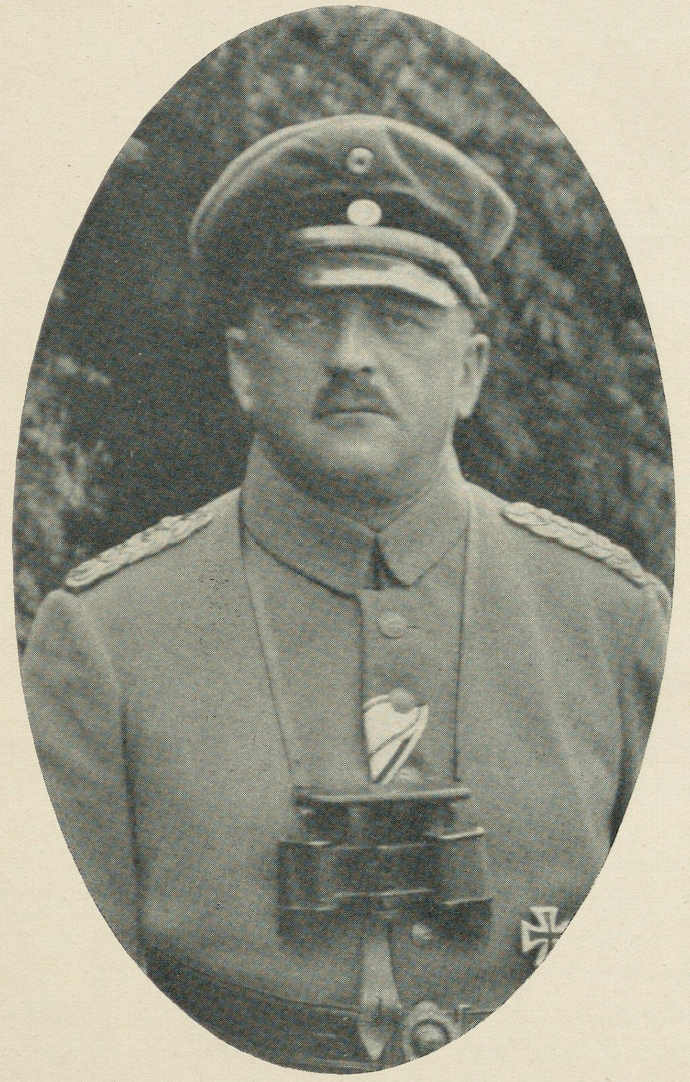
Ernst Blochmann

Ernst Fürchtegott Blochmann (* 13. Mai 1864 in Falkenstein, Vogtland; † 16. Oktober 1937 in Dresden) war ein sächsischer Generalmajor.

## Leben
Blochmann wurde 1885 Fähnrich in der sächsischen Armee und avancierte am 9. September 1886 zum Leutnant in der 2. Kompanie des 10. Infanterie-Regiment Nr. 134. 1888 wurde er in die 7. Kompanie des Regiments versetzt. Im nächsten Jahr wurde er Bataillonsadjutant des I. Bataillons im Regiment. 1891 wurde er in das 3. Feld-Artillerie-Regiment Nr. 32 versetzt und dort am 20. Oktober 1892 zum Oberleutnant befördert. Er wirkte die nächsten Jahre in verschiedenen Artillerie-Regimentern und wurde 1899 zum Hauptmann befördert. Am 27. Mai 1907 wurde er zum Major ohne Patent und Abteilungskommandeur der I. Abteilung im 6. Königlich-Sächsischen Feld-Artillerie-Regiment Nr. 68 befördert. Das Patent wurde ihm am 22. Mai 1909 verliehen. Nach mehrjähriger Verwendung wurde er 1912 dem Stabe des Regiments zugeteilt.
Nach Ausbruch des Ersten Weltkrieges wurde er am 2. August 1914 unter seiner Aufsicht das Königlich-Sächsische Feld-Artillerie-Regiment Nr. 24 mobilisiert, das er als Regimentskommandeur befehligte. Er war bis dahin zum Oberstleutnant befördert. Er rückte mit seinem Verband noch im selben Monat an die Westfront. Im November desselben Jahres wurde er für seine Verdienste mit dem Eisernen Kreuz I. Klasse ausgezeichnet. Er nahm an der Schlacht an der Marne im Jahr 1914 teil, wo sein Regiment der Rückzug der 3. Armee deckte. Er zeichnete sich als Regimentskommandeur trotz hoher Verluste an der Herbstschlacht in der Champagne aus, wo er die Infanterie ausschlaggebend unterstützen konnte. Er wurde dafür am 29. Oktober 1915 mit dem Ritterkreuz des Militär-St.-Heinrichs-Ordens ausgezeichnet. Am 24. Mai 1916 wurde er zum Oberst befördert. Er nahm an der Schlacht an der Somme teil. Er war noch bis Ende Februar 1917 Regimentskommandeur und wurde nachfolgend zum Artillerie-Kommandeur 192 ernannt. Er wurde zuletzt noch zum Generalmajor befördert.
Er starb 1937 im Dresdener Villenviertel Weißer Hirsch.